# ナチュラルキラーT細胞
ナチュラルキラーT細胞（ナチュラルキラーティーさいぼう、NKT細胞）は、T細胞の中でも、T細胞とナチュラルキラー細胞（NK細胞）の両方の特徴を持つ亜群のことである。多くのものは自己、または他家由来の脂質や糖脂質と結合する抗原提示分子であるCD1dを認識する。NKT細胞は末梢血中のT細胞のわずか0.1%程度である。

## 命名
「NK T細胞」という表現は最初、マウスのT細胞のうち、NK細胞関連マーカーであるNK1.1 (CD161) を発現している亜群を定義するために用いられた。現在ではマウスやヒトでみられる、T細胞受容体(TCR)のうちVα鎖が不変（インバリアント）なセミインバリアントTCRを持つものや、NK細胞マーカーを持つものを含む、CD1d拘束性T細胞集団を指す単語として「NKT細胞」という表現が一般的に用いられる。

## 表面分子
NKT細胞はT細胞の一種であり、αβTCRを発現しているが、さらに他にも数々のNK細胞に典型的なNK1.1などの分子マーカーを発現している。最もよく知られたNKT細胞の集団は定型的なT細胞と、TCRの多様性が限られているという点で異なっている（インバリアントNKT細胞、もしくは1型NKT細胞）。1型NKT細胞と他のCD1d拘束性T細胞（2型NKT細胞）はペプチド-MHC複合体より、抗原提示分子群の1つ、CD1ファミリーに属すCD1d分子により提示される脂質や糖脂質を認識する（これがCD1d拘束性といわれる理由である）。そのため、NKT細胞は結核菌のような微生物に由来する糖脂質を認識する上で重要である。NKT細胞は当初はNK1.1を発現するT細胞として名付けられたが、現在の定義上はNK1.1が陽性のものも陰性のものも含み、CD4、CD8についても陽性、陰性両方のものを含む。また、CD16、CD56を発現し、グランザイムを産生するなど、NKT細胞はNK1.1の他にもNK細胞と共通の特徴を持つ。1型NKT細胞はPLZFを大量に発現しており、かつ1型NKT細胞の分化はPLZFに依存している。

## 分類
NKT細胞は3つの集団に分類できる。
|                 | 1型NKT細胞                                                                                     | 2型NKT細胞                  | NKT様細胞                     |
| 別称            | 古典的NKT細胞 インバリアントNKT細胞 (iNKT細胞) Vα14i NKT細胞 （マウス） Vα24i NKT細胞 （ヒト） | 非古典的NKT細胞 多様NKT細胞 | NK1.1+ T細胞 CD3+ CD56+ T細胞 |
| 拘束分子        | CD1d                                                                                           | CD1d                        | MHC、その他?                  |
| α-GalCer 反応性 | +                                                                                              | -                           | -                             |
| TCRレパートリー | Vα14-Jα18: Vβ8.2, 7, 2（マウス） Vα24-Jα18: Vβ11 （ヒト）                                      | 多様                        | 多様                          |
| --------------- | ---------------------------------------------------------------------------------------------- | --------------------------- | ----------------------------- |

### iNKT細胞
最もよく知られたCD1d拘束性のNKT細胞はインバリアントなTCRα鎖を持っている。上述の通り、これらの細胞は1型NKT細胞、もしくはiNKT細胞と表現される。これらの細胞はヒトとマウスの間で保存されており、多くの免疫学的プロセスに関与している。マウスの実験において初期発生における微生物暴露の欠損はiNKT細胞の不足を招き、免疫異常を引き起こすことが示されている。

### 記憶免疫様NKT細胞
記憶免疫様NKT細胞は、CD1d発現細胞の誘導により免疫記憶機能を持つようになったNKT細胞である。2014年に理化学研究所の藤井眞一郎らのチームの成果として公表された。記憶免疫様NKT細胞は肺では9カ月以上の長期にわたって存在し、KLRG1、接着分子CD49d、グランザイムAなどを発現している。また、NK細胞やマクロファージの活性化やT細胞の分化など、自然免疫や獲得免疫に関与し抗腫瘍効果を示すサイトカインIFN-γの産生量が多い。この細胞の発見により、NKT細胞が長期の抗腫瘍効果を示すのは免疫記憶機能を獲得できるからだと理研のプレスリリースでは推測されている。

## 機能
活性化に際し、NKT細胞は多量のIFN-γ、IL-4、顆粒球マクロファージコロニー刺激因子を大量に産生することができる。他にも様々なサイトカイン、ケモカインを産生し、例えばIL-2、IL-13、IL-17、IL-21、TNF-αなどがこれにあたる。

## 分化
NKT細胞は他のT細胞と同様に、胸腺で分化・成熟する。NKT細胞の多くはCD4+CD8+ダブルポジティブ胸腺細胞から分化するが、一部はCD4-CD8-ダブルネガティブ胸腺細胞から分化する。

## 意義
NKT細胞の不足や機能障害により、自己免疫疾患や癌を引き起こすことが示されていることから、NKT細胞は免疫における重要な側面を担っているようである。近年NKT細胞がヒトの喘息の進行に関連していることが明らかになっている。
NKT細胞は迅速なサイトカイン（例えばIL-2、IFN-γ、TNF-α、IL-4など）の分泌を行うことができ、これにより様々な免疫機能を活性化したり、逆に抑制したりすることができるため、臨床応用の可能性がある。